# Chan Čeng
Chan Čeng (čínsky pchin-jinem Hán Zhèng, znaky zjednodušené 韩正, tradiční 韓正; * 22. dubna 1954) je čínský politik, od března 2023 viceprezident Čínské lidové republiky. Předtím zasedal ve stálém výboru politbyra ústředního výboru Komunistické strany Číny (2017–2022) a vykonával funkci prvního vicepremiéra ve druhé Li Kche-čchiangově vládě (2018–2023). V letech 2003–2012 byl starostou Šanghaje, poté od listopadu 2012 tajemníkem šanghajského stranického výboru a členem 18. politbyra Ústředního výboru Komunistické strany Číny. Chan Čeng bývá řazen k tzv. Šanghajské klice, neformální skupině zformované kolem bývalého prezidenta a generálního tajemníka Ťiang Ce-mina.